# 마찰학
마찰학 또는 트라이볼로지(tribology)는 상대 운동 (물리학)으로 상호 작용하는 표면의 마찰, 윤활 및 마모 현상을 이해하는 과학 및 공학이다. 물리학, 화학, 재료과학, 수학, 생물학, 공학 등 다양한 학문 분야를 활용하는 고도로 학제간 교육이다. 마찰학 연구의 기본 목표는 접촉 표면의 물리적 시스템인 마찰 시스템이다. 마찰학의 하위 분야에는 생물마찰학, 나노마찰학, 우주 마찰학이 포함된다. 또한 마찰 부식의 부식 및 마찰 공학 결합, 접촉 표면이 어떻게 변형되는지에 대한 접촉 역학과 같은 다른 영역과도 관련이 있다. 전 세계 총 에너지 지출의 약 20%는 운송, 제조, 발전 및 주거 부문에서 마찰과 마모의 영향으로 인해 발생한다.

## 같이 보기
- 베어링
- 마찰력
- 윤활유
- 윤활
- 표면과학
- 마모

### 관련 단체
- 한국트라이볼로지학회